# Lemuel Owen

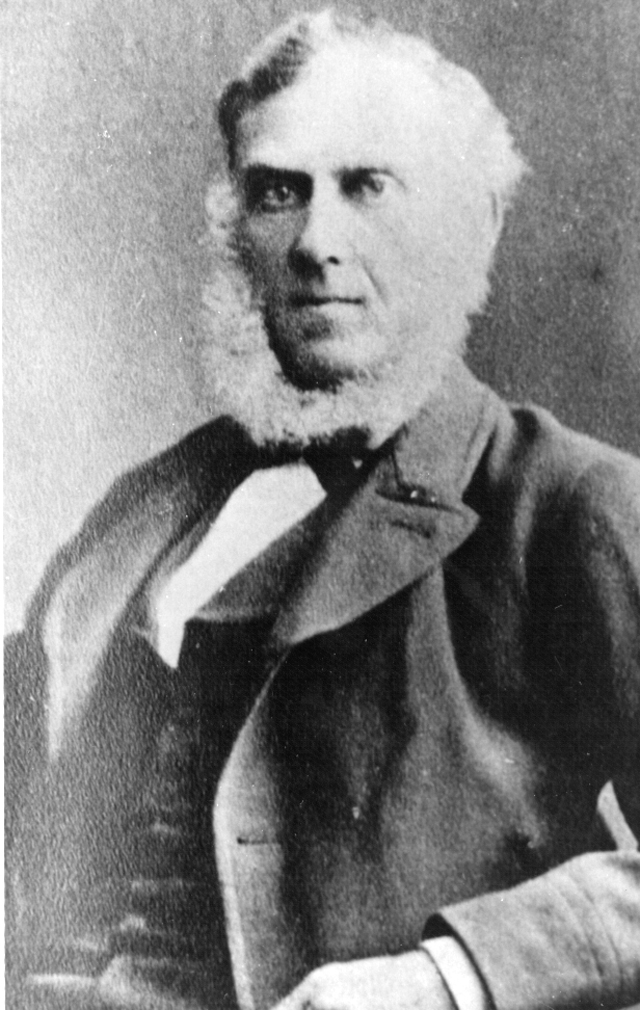
Lemuel Owen

Lemuel Cambridge Owen (* 1. November 1822 in Charlottetown, Prince Edward Island; † 26. November 1912 ebenda) war ein kanadischer Reeder, Unternehmer und Politiker der Conservative Party, der unter anderem zwischen 1873 und 1876 Premierminister von Prince Edward Island war.

## Leben
Lemuel Cambridge Owen, Sohn von Thomas Owen und Ann Campbell, stammte aus einer wohlhabenden und angesehenen Familie, die zusammen mit den Chanters, Peakes, Yeos und Popes einen Großteil der Schifffahrts- und Schiffbauindustrie der Insel kontrollierte. Seine jüngere Schwester war die Schriftstellerin Elizabeth Lee Owen Macdonald (1835–1901), die mit dem Politiker Andrew Archibald Macdonald (1829–1912) verheiratet war, der unter anderem zwischen 1884 und 1889 Vizegouverneur von Prince Edward Island sowie von 1891 bis zu seinem Tode 1912 Mitglied des kanadischen Senats für Prince Edward Island war. Er selbst besuchte Privatschulen und später die Central Academy in Charlottetown, der späteren Prince of Wales College. Er war daraufhin im Familienunternehmen tätig und setzte später seine berufliche Laufbahn bei James Peake and Company fort, einem Handels- und Schiffbauunternehmen, das vielleicht das erfolgreichste seiner Generation war. Er gründete auch eine Reihe von Agenturen für Händler und Hersteller außerhalb der Insel und fungierte zudem als Agent für Lloyd’s of London. 
1860 starben sowohl sein Vater Thomas Owen als auch sein Geschäftspartner James Peake. Daraufhin folgte er seinem Vater als Generalpostmeister der Insel und führte einen Großteil von Peakes Geschäften mit seinem neuen Partner William Welsh weiter. Als Generalpostmeister führte Owen ein Vorauszahlungssystem für den Versand von Briefen und Paketen mit Briefmarken ein. Er richtete einen regelmäßigen Postdienst von und zur Insel ein und führte ein System ein, das ihm den Austausch von Zahlungsanweisungen zwischen Prince Edward Island und dem Vereinigten Königreich ermöglichte. 1861 wurde die Partnerschaft zwischen Owen und Welsh durch die Heirat von Owen mit Welshs jüngster Schwester Lois Welsh besiegelt. 1862 wurde er zum Kommandierenden Major des „Kings County Regiment“ ernannt und diente als Hauptmann und Freiwilliger bei der Miliz der Kompanie „D Rifles“ in Georgetown. Des Weiteren war er zeitweile Direktor der Merchant’s Bank, Direktor der Steam Navigation Company, Direktor der Marine Insurance Company und Treuhänder der Irrenanstalt. Er wurde erstmals 1867 für die Conservative Party als Mitglied in das House of Assembly der Kolonie Prince Edward Island gewählt und vertrat in diesem nach seiner Wiederwahl 1870 bis 1873 den Wahlkreis „3rd Kings“. 1870 wurde Owen Vorsitzender des Amtes für öffentliche Arbeiten (Board of Works) und im September 1870 Mitglied des Exekutivrates in der Koalitionsregierung von Premierminister James Colledge Pope, der er bis zur Abwahl von Pope 1872 angehörte. 
Vor dem Beitritt zur Kanadischen Konföderation und Gründung der Provinz Prince Edward Island zum 1. Juli 1873 wurde Owen am 1. April 1873 zum Mitglied der Legislativversammlung von Prince Edward Island gewählt und vertrat auch in dieser den Wahlkreis „3rd Kings“ bis 10. August 1876. Unter Pope wurde er daraufhin zum zweiten Mal in den Exekutivrat berufen und übernahm von diesem im September 1873 selbst das Amt als Premierminister von Prince Edward Island. Er bekleidete dieses Amt bis zu seinem Rücktritt im August 1876, kurz vor den Wahlen 10. August 1876, woraufhin Louis Henry Davies neuer Premierminister wurde. Seine Regierung war gezwungen, sich mit den unmittelbaren Problemen und Fragen zu befassen, die die Konföderation aufgeworfen hatte. Dazu gehörten die Verhandlungen über die Übernahme der Schulden der Insel durch die Regierung Kanadas in Ottawa, die Übertragung der Eisenbahngesellschaft Prince Edward Island Railway an die Bundesregierung und die endgültige Regelung der Landfrage. Owen und sein Exekutivrat, zu dem Thomas Heath Haviland als Kolonialsekretär, Frederick de St Croix Brecken als Attorney General und William Wilfred Sullivan als Solicitor General gehörten, bewältigten diese Fragen erfolgreich. 1874 wurde jedoch die Frage der staatlichen Schulfinanzierung in der Provinz zentral, und Owen verlor einige Mitglieder seiner Fraktion. Die Ausrichtungen in der Legislativversammlung verlagerten sich von politischen Parteien zu neuen Allianzen, die auf der Frage der Schulfinanzierung basierten. Als Nachfolger von Pope war er von 1873 bis zu seiner Ablösung durch Sullivan 1877 war er zugleich Vorsitzender der Prince Edward Island Progressive Conservative Party. Er zog sich vor den Wahlen am 10. August 1876 aus der Politik zurück und lehnte danach jegliches Interesse oder die Teilnahme an den politischen Aktivitäten der Provinz ab. Stattdessen widmete er seine Zeit und Energie seinen schwindenden Geschäftsinteressen.
Aus seiner am 9. Juli 1861 geschlossenen Ehe mit Lois Welsh (1825–1903), Tochter von Charles Welsh und Lois Bell, gingen die drei Kinder William Edward Wallace, Lemuel Cambridge und Marion Adele hervor. Nach seinem Tode wurde er auf dem Sherwood Cemetery in Brackley beigesetzt.